# فابيو مارتينز
فابيو مارتينز (24 يوليو 1993 في البرتغال - ) هو لاعب كرة قدم برتغالي في مركز الجناح يلعب في نادي الخليج السعودي.
شارك مع منتخب البرتغال تحت 16 سنة لكرة القدم ومنتخب البرتغال تحت 17 سنة لكرة القدم ومنتخب البرتغال تحت 18 سنة لكرة القدم ومنتخب البرتغال تحت 19 سنة لكرة القدم ومنتخب البرتغال تحت 20 سنة لكرة القدم ومنتخب البرتغال تحت 21 سنة لكرة القدم. أما مع النوادي، فقد لعب مع سبورتينغ براغا ونادي باسوش دي فيريرا ونادي ديبورتيفو داس أيفيس ونادي بورتو و نادي الشباب السعودي ونادي الخليج نادي الوحدة الإماراتي.

## وصلات خارجية
- فابيو مارتينز على موقع الاتحاد الأوربي (الإنجليزية)
- فابيو مارتينز على موقع قاعدة بيانات كرة القدم.إي يو (الإنجليزية)
- فابيو مارتينز على موقع Soccerway.com (الإنجليزية)
- فابيو مارتينز على موقع AS.com (الإسبانية)